# Tunica vaginalis

Tunica vaginalis је кесица од  серозне мембране унутар скротума која облаже тестис и епидидимис (висцерални слој tunica vaginalis), као и унутрашњу површину скротума (паријетални слој tunica vaginalis). То је најспољашњи од три слоја који чине капсулу тестиса, са tunica albuginea тестиса која се налази испод ње.
То је остатак кесице перитонеума која се увлачи у скротум помоћу тестиса док се спушта из абдоминалне шупљине током фетусног развоја.

## Анатомија

### Висцерални слој
Висцерални слој tunica vaginalis тестиса (lamina visceralis tunicae vaginalis testis) је део tunica vaginalis који покрива тестис и епидидимис. То је најповршинскији од три слоја који чине капсулу тестиса, са tunica albuginea тестиса која се налази дубље од њега. Постериорно, висцерални слој не облаже површину тестиса - уместо тога, прелази на епидидимис где се овај последњи везује за тестис пре него што настави на унутрашњу површину скротума као паријетални слој.

### Паријетални слој
Паријетални слој tunica vaginalis тестиса (lamina parietalis tunicae vaginalis testis) је део tunica vaginalis који облаже унутрашњу површину скротума. Подржава га унутрашња сперматична фасција.

### Шупљина tunica vaginalis
Шупљина tunica vaginalis (такође: cavum tunica vaginalis, или cavum vaginale) је шупљина између висцералног слоја и паријеталног слоја tunica vaginalis. Нормално је заузета малом количином бистре, светло обојене течности.
Запремина течности у шупљини може абнормално да се повећа када је лимфна дренажа отежана (због упале, неоплазме или трауме).

## Развој
Tunica vaginalis потиче од вагиналног процеса перитонеума, који код фетуса претходи спуштању тестиса из абдомена у скротум. Вагинални процес између абдоминалног ингвиналног прстена и горњег дела тестиса се затим облитерише, обично остављајући остатак налик на жицу или канап поред сперматичног канала. Ако вагинални процес не успе да се облитерише, комуникација између перитонеалне шупљине и скротума опстаје након рођења, предиспонирајући појединца на индиректну ингвиналну килу и хидроцеле тестиса.

## Болести
- Мезотелиом[тражи се извор]
- Хидроцеле[8]
- Хрскавичава тела[9]
- Хематоцеле[10]